# Centrala nucleară de la Cernobîl

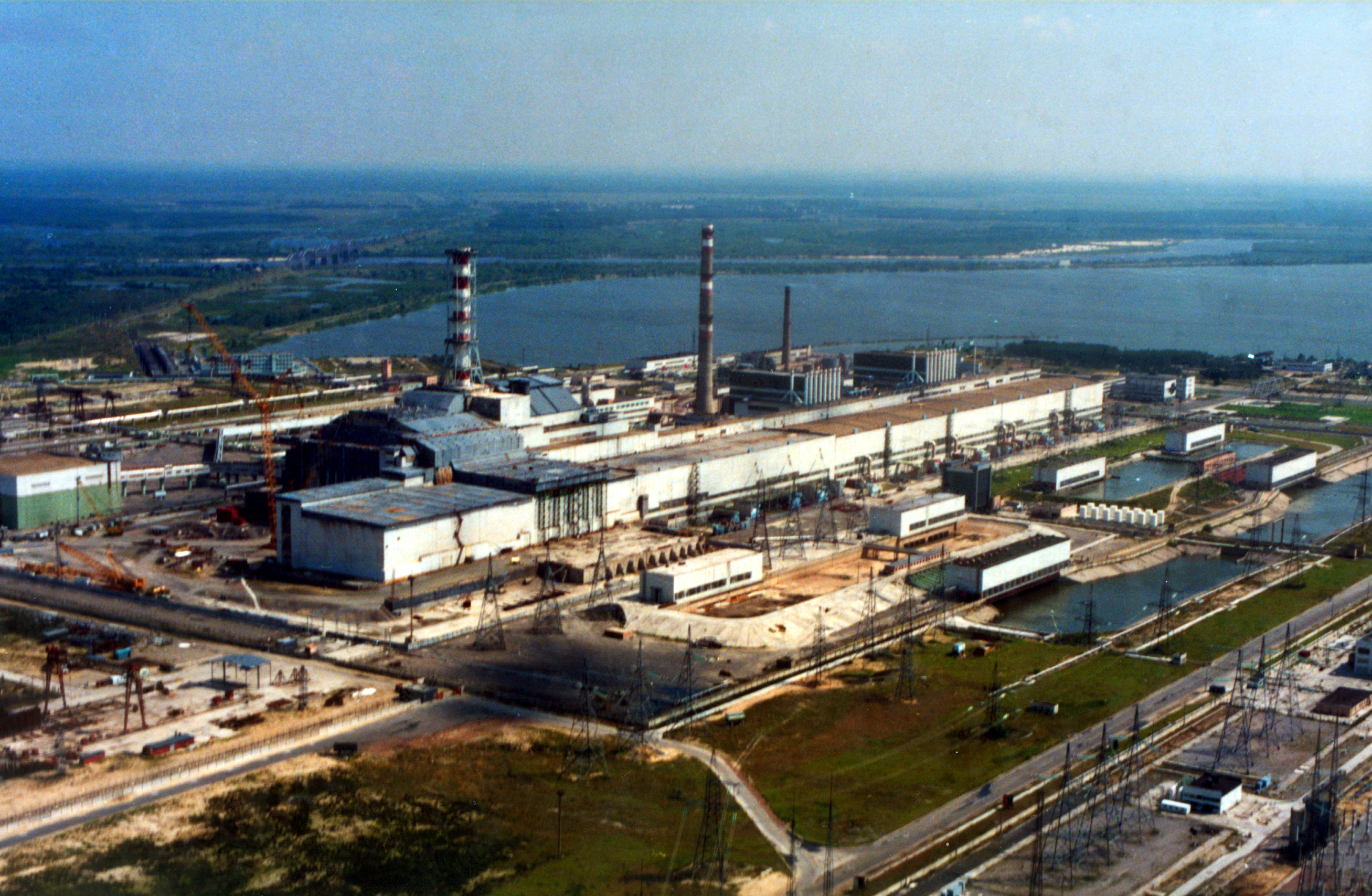
Vedere a centralei în anul 2007

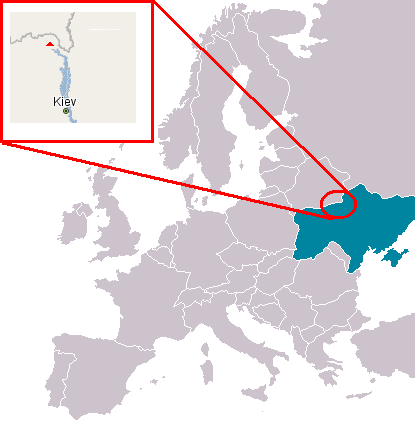
Locația centralei în Ucraina

Centrala nucleară de la Cernobîl (în ucraineană Чорнобильська атомна електростанція, în rusă Чернобыльская АЭС) este o centrală nucleară dezafectată din Ucraina, amplasată în apropierea orașului părăsit Prîpeat, la 14,5 km de Cernobîl, la 16 km de granița cu Belarus și la 110 km de capitala Ucrainei, Kiev. Aceasta ocupă o mare parte din zona de excludere Cernobîl.

## Istoric
Centrala nucleară „Vladimir Ilici Lenin” a exploatat patru reactori nucleari de tip RBMK–1000 (reactori cu uraniu îmbogățit răciți cu apă ușoară și moderați cu grafit), iar construcția centralei a fost începută pe 15 septembrie 1972. Reactorul 1 a fost inaugurat pe 20 septembrie 1977, urmând astfel reactorii 2 (1978), 3 (1981) și 4 (1983). Alți 2 reactori erau în construcție la momentul exploziei din 1986. Construcția acestora a fost sistată și ulterior abandonată la scurt timp după dezastru.

### Dezastrul din 1986 și închiderea centralei
Explozia din 26 aprilie 1986 a distrus reactorul 4 și a cauzat evacuarea orașelor Prîpeat și Cernobîl, și a câtorva sate din apropiere, aflate într-o regiune puternic contaminată radioactiv. Activitatea centralei a fost oprită temporar, însă cei 3 reactori rămași și-au reluat activitatea mai târziu.
Reactorul 2 a fost închis în 1991, în urma unui incendiu, urmând închiderea reactorului 1 în 1996, și în cele din urmă, reactorul 3 fiind închis în 2000.

### Demolarea Reactorului 1
Demolarea Reactorului 1 a fost amânată din cauza Invaziei Rusiei în Ucraina (2022), zona de excludere fiind o perioadă sub ocupație rusă.

## Legături externe
- uc  Chernobyl Nuclear Power Plant – website oficial
- Chernobyl Nuclear Power Plant at Google Maps
- en  Steel Sarcophagus Announcement.
- ru «Zone – virtual walk with comments» by Nataliya Monastirnaya